# Leptosphaeria phormii
Leptosphaeria phormii är en svampart som beskrevs av Grove 1921. Leptosphaeria phormii ingår i släktet Leptosphaeria och familjen Leptosphaeriaceae.   Inga underarter finns listade i Catalogue of Life.